# Julius Pfeiffer
Ernst Gustav Julius Pfeiffer (* 23. Dezember 1824 in Dittersbach auf dem Eigen, Königreich Sachsen; † 19. März 1910 in Dresden) war ein deutscher Jurist, Rittergutsbesitzer und nationalliberaler Politiker.

## Leben und Wirken
Der Sohn von Johann Gottfried Pfeiffer, Besitzer des Erb-, Lehn- und Gerichtskretschamguts in Dittersbach auf dem Eigen, besuchte von 1838 bis 1845 das Gymnasium in Zittau. Er schloss ein Studium der Rechtswissenschaften und Kameralistik an der Universität Leipzig an, das er 1849 mit der Promotion zum Dr. jur. abschloss. Anschließend reiste er mehrere Jahre durch Südeuropa, Kleinasien und Afrika und hielt sich mehrere Jahre im Orient auf. Kurze Zeit war er bei der Amtshauptmannschaft Löbau und der Kreisdirektion Leipzig tätig, verließ den Staatsdienst jedoch, nachdem er 1859 Malwina Josepha von Stremitzberg geheiratet hatte.
Das von seinem Vater 1837 erworbene Rittergut Burkersdorf, zu dem 517 Hektar Landbesitz gehörten, übernahm er 1851 für eine Kaufsumme von 95000 Thalern. Er war Friedensrichter von Burkersdorf. 1870 war er Delegierter des Deutschen Roten Kreuzes vor Sedan und vor Paris.
Der II. Kammer des Sächsischen Landtags gehörte er von 1857 bis 1868 als stellvertretender Abgeordneter der Rittergutsbesitzer der Oberlausitz an. Nach der Wahlrechtsreform von 1868 vertrat er von 1869 bis 1887 den 3. ländlichen Wahlkreis in der Landtagskammer. Dabei bekleidete er von 1875 bis zu seinem Ausscheiden 1887 das Amt des Vizepräsidenten der Kammer. Von März 1871 bis Juli 1878 vertrat er zusätzlich den 1. sächsischen Wahlkreis im Deutschen Reichstag. 1895 wurde er vom sächsischen König auf Lebenszeit zum Mitglied der I. Landtagskammer ernannt.
Pfeiffer war weiterhin Mitglied des Aufsichtsrats der in Zittau ansässigen Oberlausitzer Bank. Er betätigte sich als Schriftsteller und widmete sich dabei insbesondere Reiseberichten.